# 洪城站
洪城站（：／ Hongseong yeok */?）是長項線和西海線的一座鐵路車站，位于韩国忠清南道洪城郡洪城邑古岩里，有新村號、無窮花號及西海金光列車停靠。

## 历史
- 1923年11月1日：落成啟用。

## 车站周边
- 乐天玛特
- CJ CGV

## 相鄰車站
韓國鐵道公社
長項線
華陽－洪城－新城
西海線
合德－洪城